# Ким Ги Сок
Ким Ги Сок (кор. 김기석; род. 2 сентября 1980) — корейский боксёр, представитель наилегчайших весовых категорий. Выступал за сборную Южной Кореи по боксу в период 1999—2007 годов, чемпион Азиатских и Восточноазиатских игр, серебряный призёр чемпионата Азии, победитель и призёр многих турниров международного значения, участник двух летних Олимпийских игр.

## Биография
Ким Ги Сок родился 2 сентября 1980 года.
В 1999 году вошёл в основной состав южнокорейской национальной сборной, выступил на Кубке короля в Бангкоке и на чемпионате Азии в Ташкенте. Побывал на чемпионате мира в Хьюстоне, где в 1/8 финала уступил кубинцу Маикро Ромеро.
Благодаря череде удачных выступлений удостоился права защищать честь страны на летних Олимпийских играх 2000 года в Сиднее — в категории до 48 кг благополучно прошёл первых двоих соперников по турнирной сетке, тогда как в третьем четвертьфинальном бою со счётом 8:12 потерпел поражение от француза Брахима Аслума, который в итоге и стал победителем этого олимпийского турнира.
После сиднейской Олимпиады Ким остался в составе боксёрской команды Южной Кореи и продолжил принимать участие в крупнейших международных турнирах. Так, в 2001 году он одержал победу на Восточноазиатских играх в Осаке, в том числе в финале взял верх над титулованным китайцем Цзоу Шимином.
В 2002 году победил на Азиатских играх в Пусане, боксировал на Кубке мира в Астане.
На азиатском первенстве 2004 года в Пуэрто-Принсесе стал серебряным призёром в наилегчайшем весе. Прошёл отбор  на Олимпийские игры в Афинах — на сей раз в первом же поединке категории до 51 кг со счётом 12:22 проиграл тайцу Сомчиту Чонгчохору.
В 2007 году выступил на чемпионате Азии в Улан-Баторе, проиграв в четвертьфинале наилегчайшего веса представителю Таджикистана Анвару Юнусову. При этом на чемпионате мира в Чикаго в 1/16 финала его победил японец Кацуаки Суса.